# 氫化脂肪
氫化脂肪或稱氫化油（英語：Hydrogenated oils），是一種人工合成的脂肪，其主要成份与动物脂肪相同。由於常溫下液態的植物油中的不飽和脂肪酸容易氧化、不耐長時間高溫烹調，為了提高油的穩定度，便以部分氫化（Hydrogenated）方式加工處理，使其轉為半固態的形式（全氫化過硬），而成為氫化油（即部分氫化油或不完全氫化油）。目前市售氢化脂肪中含有反式脂肪，这是一种由于植物油氢化的副反应而形成的物质，目前多数学者认为其对人体健康不利、比飽和脂肪更会增加心脏病（如心肌梗塞、动脉硬化等心血管疾病）的发病几率。

## 氫化
氫化是對自然油脂進行化學改造，在現代的榨油的過程，一般會利用「己烷溶液」對榨油原料進行榨油工作，例如榨大豆油，會先以己烷溶液把大豆內的油脂溶解，再對混合物進行蒸發，把己烷溶液提走還原為己烷溶液重新利用。而得出的就是天然大豆油。而氫化的程序就在這裏開始，先在這些植物油中加入鎳金屬微粒，然後加到攝氏二百度高溫，並保持六小時，同時用高壓泵往油液中加入氫氣。氫分子与不饱和脂肪分子中的碳碳双键发生加成反应而将其变成饱和脂肪，形成氫化脂肪。其中的飽和脂肪的分子结构同天然动物脂肪相同。
對脂肪進行氫化有多個好處：
1. 不易變壞，可作大量儲存，也即意味成本低
2. 熔點較高，化學狀態穩定，方便存放

如果氢化反应能够完全进行，则会得到完全氢化的脂肪；但完全氢化的脂肪往往非常坚硬，没有应用价值，因此市售的氢化脂肪都是没有完全氢化的脂肪。氢化反应是可逆的，因而在不完全氢化的条件下，一部分已经氢化过的脂肪分子会脱氢而变回不饱和脂肪。在这个过程中会产生一种新的物质，即反式脂肪。而改變氫化條件（溫度壓力），可以減少反式脂肪的產生量。

## 應用
在一般加工食品、包裝食品中加入氫化脂肪，是一個極度普遍的事情，例如包裝麵包、洋芋片、餅乾、人造牛油、香脆包裝食品、即食麵、咖啡伴侣中的植脂末、奶茶冲剂中的奶精等食料都會用上這種氫化脂肪。而在很多西方快餐食品中，都會用這種氫化脂肪炸食品的，尤其是麥當勞炸薯條的用油，是近年來才淘汰含有部分氫化脂肪的植物油。
大多數的專家認為氫化脂肪中所含有的反式脂肪是不健康的，多數研究都是指氫化脂肪的危害比飽和脂肪嚴重許多，會造成心血管疾病、糖尿病等。盡可能的減少反式脂肪，已經是社會大眾及相關專家的共識；自2003年起陸續有國家（目前有丹麥、奧地利、冰島、挪威、瑞士、中華民國與美國）管制或禁止將其使用在食品上面。
中華民國食藥署已公告「食用氫化油之使用限制」，2018年7月1日起全面禁用「不完全氫化油」於食品中。然而，目前人們可以輕易的在各大賣場與便利超商中見到標示著原料含有 [完全氫化植物油] 的產品，包含各類麵包、蛋糕、餅乾、巧克力等等。這意味著，目前人們依舊大量食用氫化植物油。

## 別名
由於氫化脂肪是一個敏感的名詞，所以多數食品生產商都會在包裝上，以另一些名字代替氫化脂肪，以圖掩人耳目，以下是部份名詞，都可能是氫化脂肪：
- 植物人造黃油(Vegetable Margarine);
- 植物脂肪(Vegetable Fat);
- 植物起酥油(Vegetable Shortening);
- 硬化脂肪(Hardened Fat);
- 植物脂肪和植物油(Vegetable Fats and Oils)
- 氫化植物油(Vanaspati)
- 菜油(Vegetable Ghee)
- 部份氫化油(Partially Hydrogenated Oil)

尤以在印度食品中，更是常用的。

## 相關
- 反式脂肪